# Liste von Persönlichkeiten der Stadt Bissau
Die Liste von Persönlichkeiten der Stadt Bissau listet Persönlichkeiten chronologisch nach Geburtsjahr auf, die in der guinea-bissauischen Hauptstadt Bissau geboren wurden. Die Liste erhebt keinen Anspruch auf Vollständigkeit.

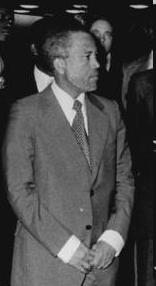
Präsident Luís Cabral (1976)

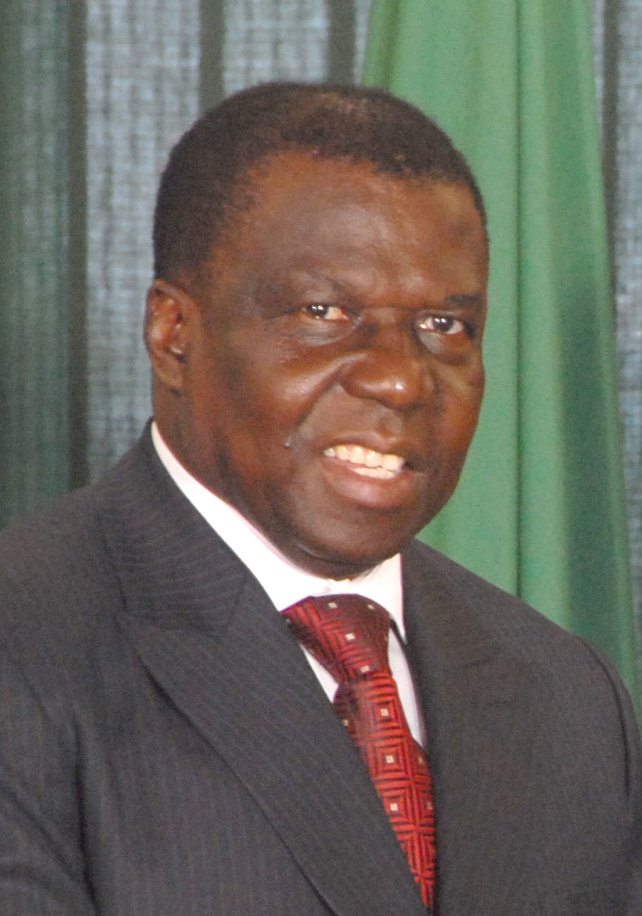
Präsident João Bernardo Vieira

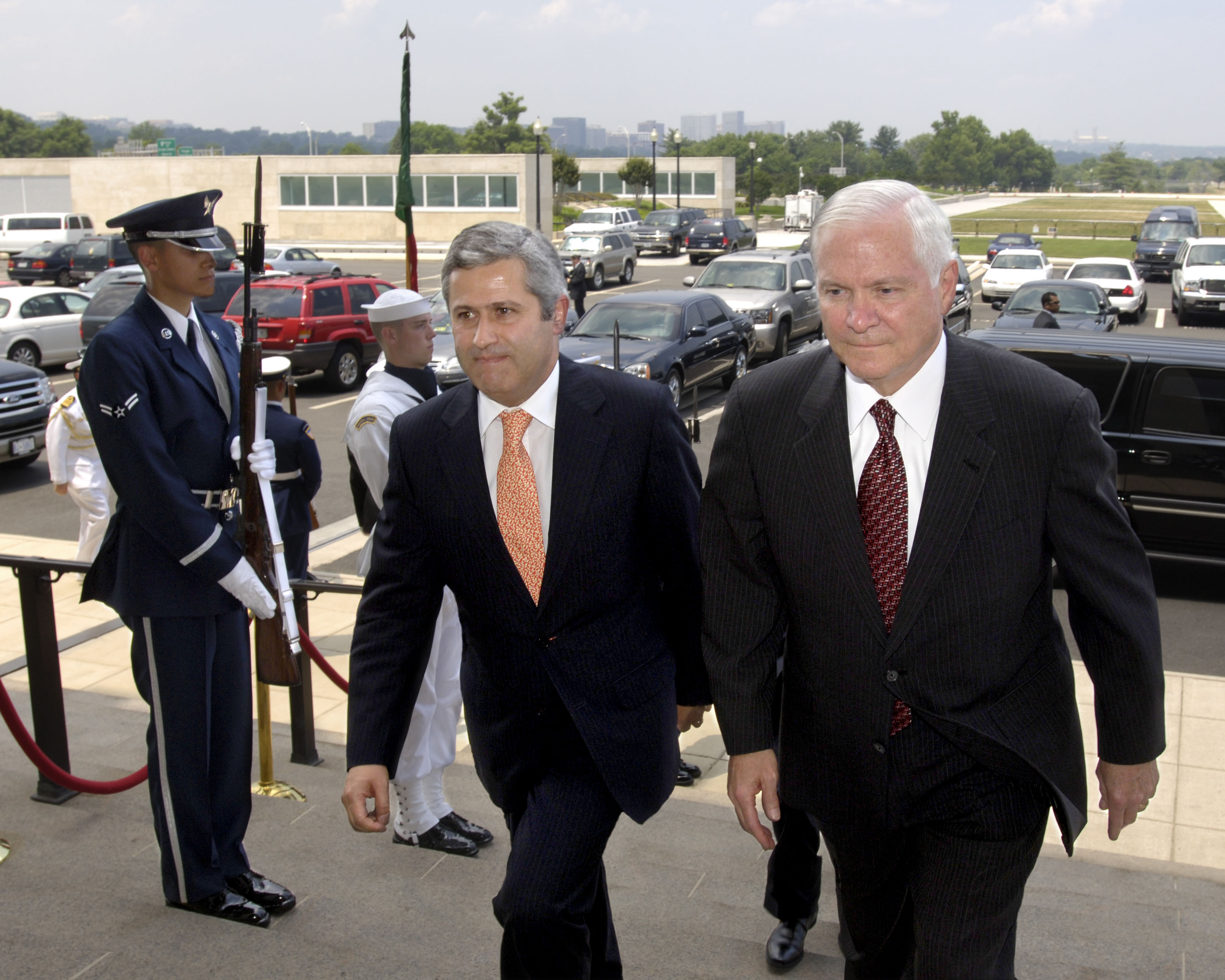
Nuno Severiano Teixeira (links, mit US-Verteidigungsminister Robert Gates, 8. Juni 2007)

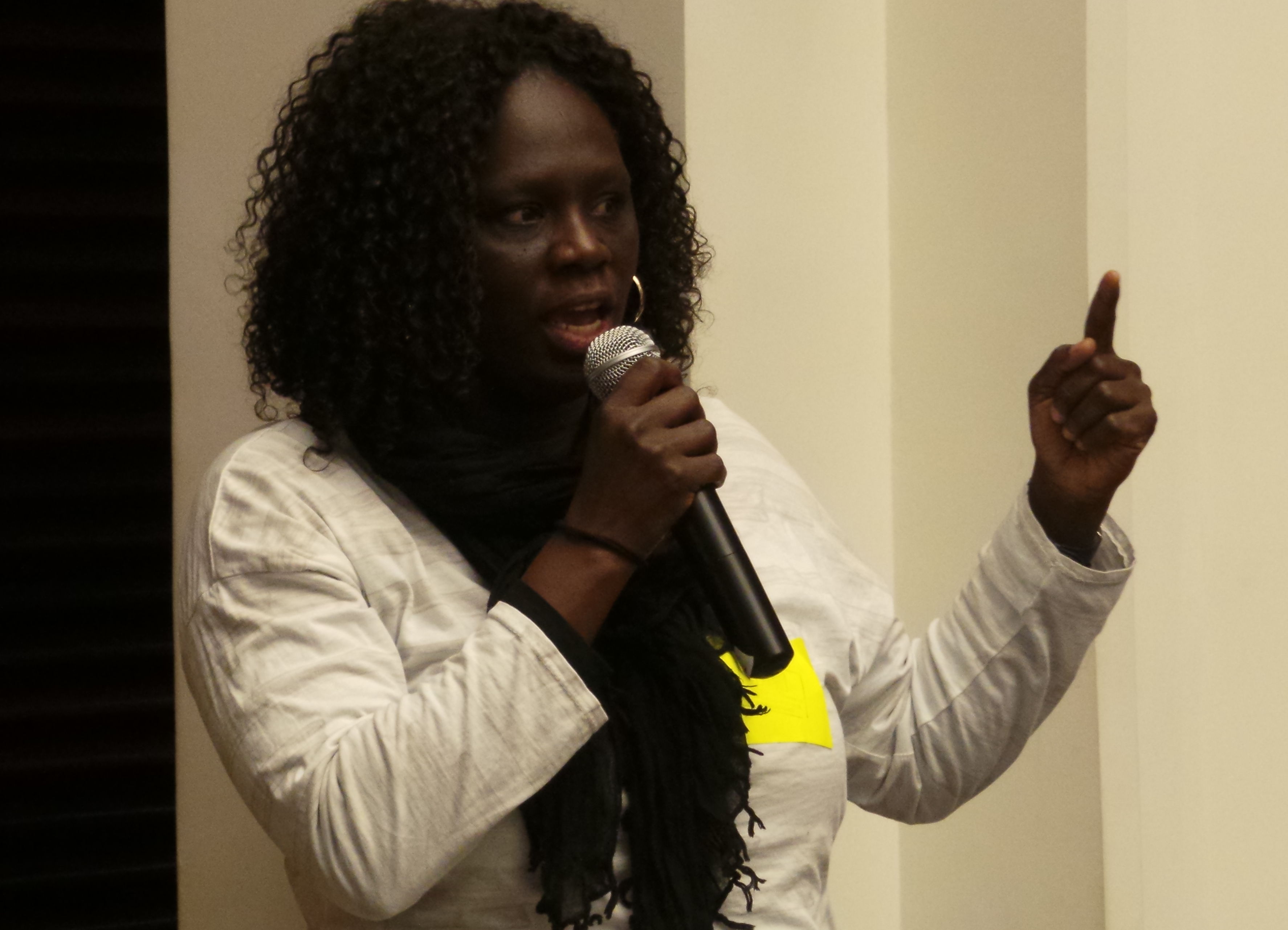
Fátima Djarra Sani, 2017 in Madrid

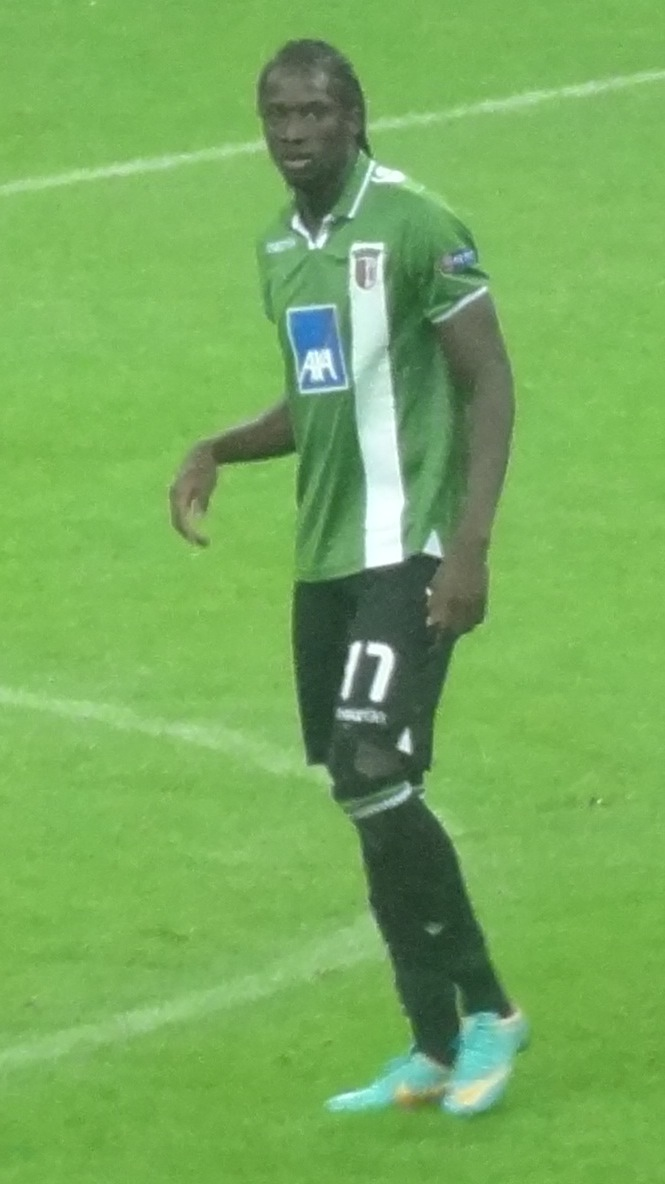
Éderzito Lopes im Trikot von Sporting Braga

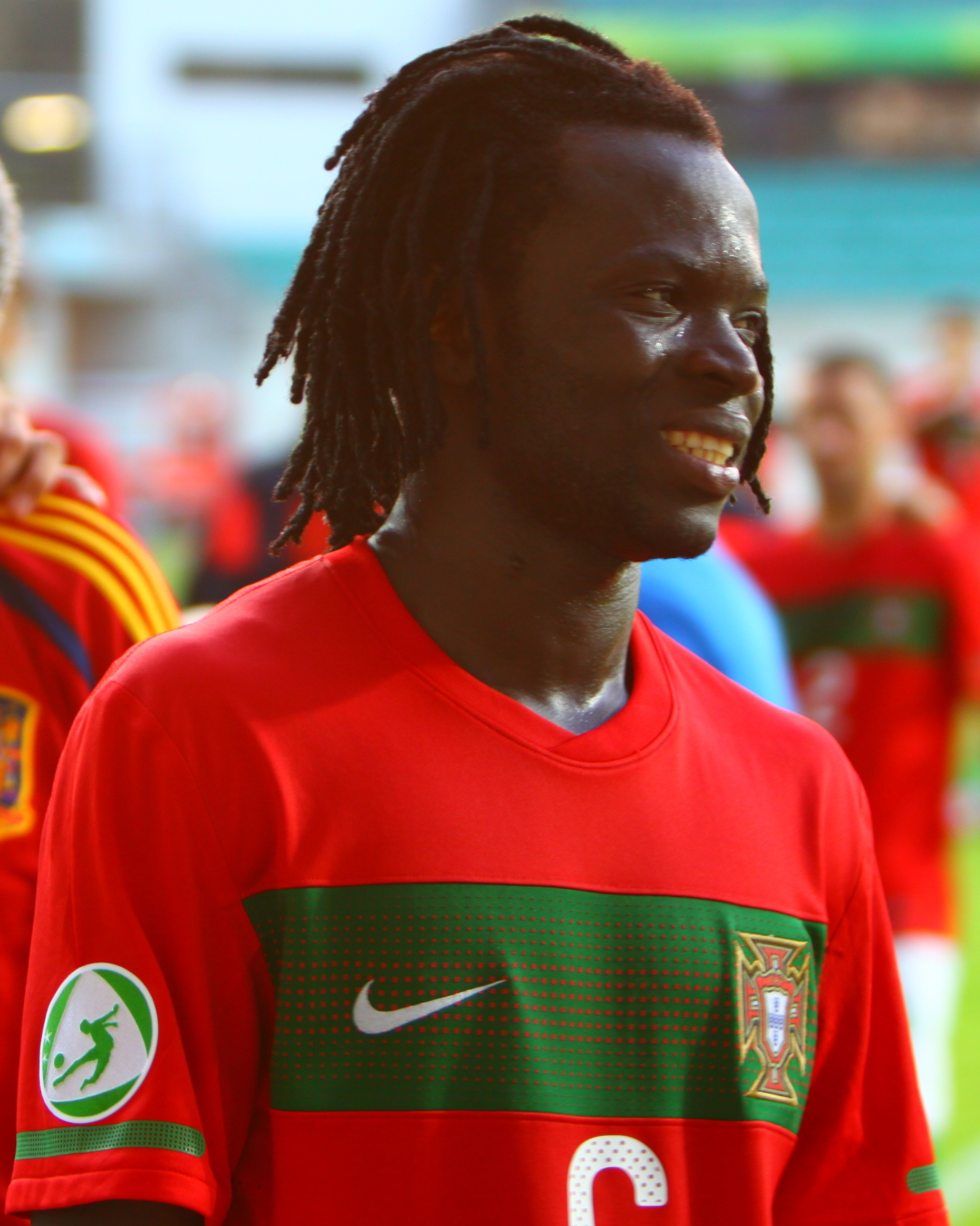
Agostinho Cá im Trikot der portugiesischen Nationalmannschaft

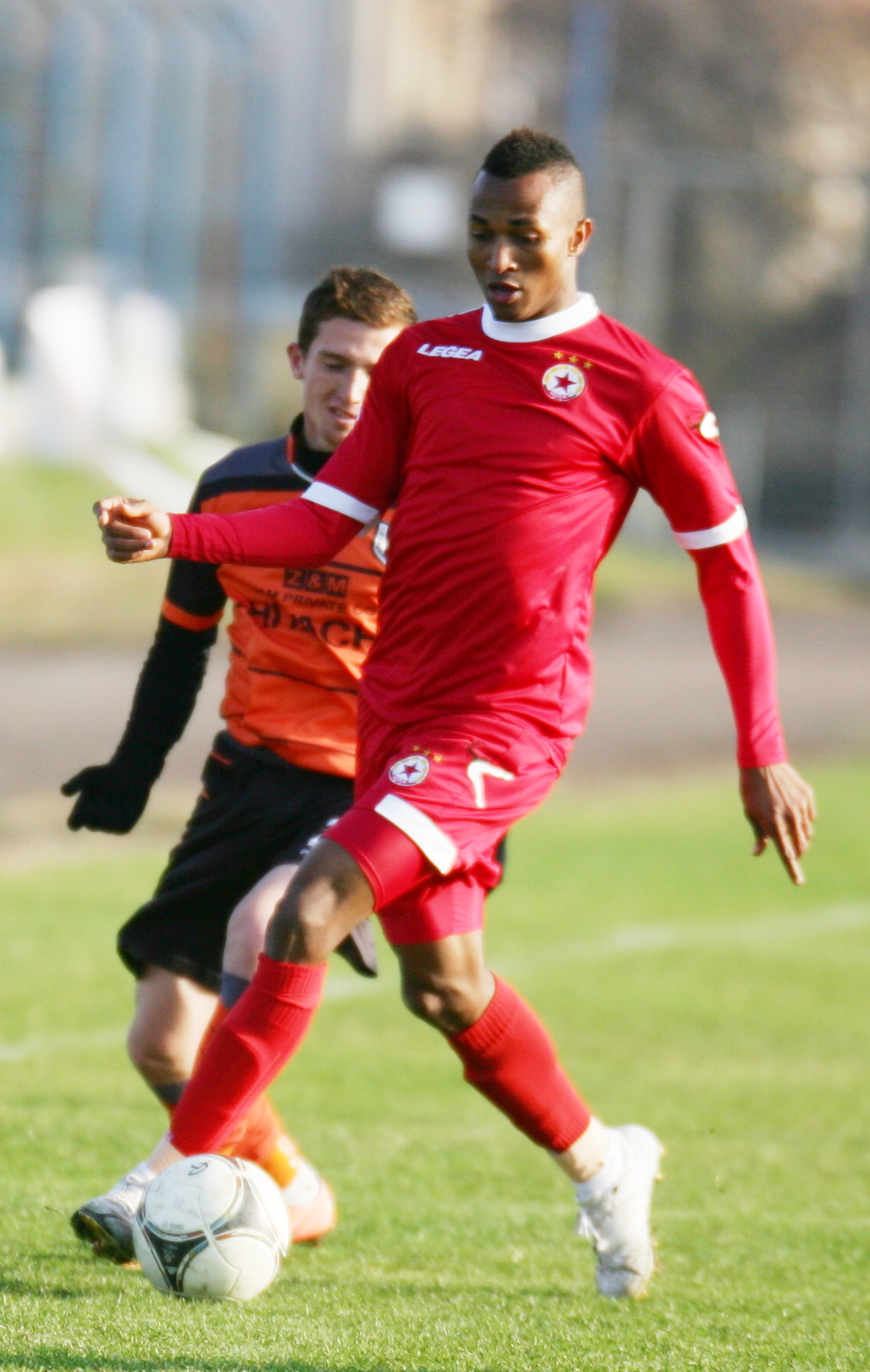
Toni Silva im Trikot des ZSKA Sofia (2013)

## Bis 1970
- Henrique Medina Carreira (1930–2017), portugiesischer Politiker und Jurist, Finanzminister 1976–1978
- Luís Cabral (1931–2009), erster Präsident Guinea-Bissaus
- João Bernardo Vieira (1939–2009), langjähriger Präsident Guinea-Bissaus
- Hilia Barber (* 1944), Diplomatin und Politikerin
- Veríssimo Correia Seabra (1947–2004), kurzzeitiger Staatschef 2003
- José Carlos Schwarz (1949–1977), Musiker, Lyriker und Diplomat
- Zinha Vaz (* 1952), Frauenaktivistin und Politikerin
- Julio Herbert Lopes (1954–2019), kapverdischer Diplomat und Politiker
- Nuno Severiano Teixeira (* 1957), portugiesischer Politiker, mehrmaliger Minister
- Adão da Silva (* 1957), Fußballspieler
- Malam Djassi (* 1958), Diplomat
- Antonieta Rosa Gomes (* 1959), Politikerin
- Víctor Luís Quematcha (* 1967), römisch-katholischer Ordensgeistlicher, Bischof von Bafatá
- Fátima Djarra Sani (* 1968), Frauenrechtlerin

## Bis 1990
- Helena Ferro de Gouveia (* 1971), portugiesische Journalistin, Dozentin und Autorin
- Nélson Gama (* 1972), portugiesischer Fußballspieler
- Daniel Kenedy (* 1974), Fußballspieler
- Almami Moreira (* 1978), portugiesischer Fußballspieler
- Dionísio Mendes Fernandes (* 1981), Fußballspieler
- Sufrim Lopes (* 1981), Fußballspieler
- Joacine Katar Moreira (* 1982), portugiesische Politikerin
- Inzaghi Donígio (* 1985), Fußballspieler
- Yannick Djaló (* 1986), Fußballspieler
- Jacira Mendonca (* 1986), Ringerin
- Ivanildo Soares Cassamá (* 1986), Fußballspieler
- Zezinando Odelfrides Gomes Correia (* 1987), guinea-bissauisch-portugiesischer Fußballspieler
- Éderzito António Macedo Lopes (* 1987), Fußballspieler
- Graciela Martins (* 1987), Leichtathletin
- Leocísio Sami (* 1988), portugiesisch-guinea-bissauischer Fußballspieler
- Holder da Silva (* 1988), olympischer Leichtathlet

## Bis 2000
- Amido Baldé (* 1991), Fußballspieler
- Esmaël Gonçalves (* 1991), portugiesischer Fußballspieler
- Danilo Pereira (* 1991), Fußballspieler
- Aladje (* 1993), portugiesischer Fußballspieler
- Agostinho Cá (* 1993), Fußballspieler, portugiesischer Nationalspieler
- Toni Silva (* 1993), guinea-bissauisch-portugiesischer Fußballspieler
- Armindo Tué Na Bangna, Bruma (* 1994), Fußballspieler, portugiesischer Nationalspieler
- Edgar Ié (* 1994), Fußballspieler, portugiesischer U21-Nationalspieler
- Nadjack (* 1994), guinea-bissauisch-portugiesischer Fußballspieler
- Mama Baldé (* 1995), guinea-bissauisch-portugiesischer Fußballspieler
- Romário Baldé (* 1996), portugiesisch-guinea-bissauischer Fußballspieler
- Alfa Semedo (* 1997), Fußballspieler
- Hélder Baldé (* 1998), portugiesisch-guinea-bissauischer Fußballspieler
- Madiu Bari (* 1998), portugiesischer Fußballspieler
- Fali Candé (* 1998), guinea-bissauisch-portugiesischer Fußballspieler
- Abdu Conté (* 1998), portugiesisch-guinea-bissauischer Fußballspieler
- Toni Gomes (* 1998), Fußballspieler
- José Gomes (* 1999), portugiesischer Fußballspieler
- Toti Gomes (* 1999), portugiesisch-guinea-bissauischer Fußballspieler
- Domingos Quina (* 1999), portugiesischer Fußballspieler

## Bis 2020
- Romário Baró (* 2000), portugiesischer Fußballspieler
- Papu Mendes (* 2000), guinea-bissauisch-portugiesischer Fußballspieler
- Umaro Embaló (* 2001), portugiesisch-guinea-bissauischer Fußballspieler
- Zicky Té (* 2001), portugiesischer Futsalspieler
- Ansu Fati (* 2002), spanischer Fußballspieler
- Famana Quizera (* 2002), portugiesisch-guinea-bissauischer Fußballspieler
- Joelson Fernandes (* 2003), portugiesischer Fußballspieler
- Franculino Djú (* 2004), Fußballspieler
- Herculano Nabian (* 2004), portugiesisch-guinea-bissauischer Fußballspieler
- Roger Fernandes (* 2005), portugiesischer Fußballspieler
- Geovany Quenda (* 2007), portugiesischer Fußballspieler